# Rhantus anggi
Rhantus anggi är en skalbaggsart som beskrevs av Michael Balke 2001. Rhantus anggi ingår i släktet Rhantus och familjen dykare. Inga underarter finns listade i Catalogue of Life.